# S/S Lahtis
S/S Lahtis är en finsk hjulångare  som byggdes 1865 på W:m. Crichton & C:o i Åbo. Fartyget, som är det sista i sitt slag i Finland, är under renovering och har fått bidrag från Museiverket.
Det nybyggda skrovet demonterades och transporterades med släde till Vähä-Äiniö vid stranden av Päijänne, där delarna nitades ihop igen och fartyget utrustades. Från juni 1866  gick hon i reguljär trafik mellan 
Vääksy och Jyväskylä två gånger i veckan. Rutten förlängdes till Lahtis 1871 när Vääksy kanal var klar.
Fartyget bytte ägare 1904 och byggdes om till propellerdrift under namnet Lahti. Den gamla ångmaskinen byttes ut mot två nya med en total effekt på 248 hästkrafter och en ny ångpanna. I maj 1905 sattes hon in på sin gamla rutt, som nu kunde trafikeras tur och retur på en dag, och senare mellan Lahtis och Kuhmois under nya ägare. År 1925 lades ångaren upp och stod på stranden i Heinola till 1928, då hon köptes av bonden Toivo Manninen. Han lät bygga om henne till lastfartyg som bogserade pråmar på Päijänne under namnet Lahtis.
År 1933 bytte hon ägare igen och byggdes om till pråm. Motor och överbyggnad togs bort och hon döptes om till Iloniemi 6. Pråmen bytte ägare år 1945 och döptes till Saari 2. Hon transporterade muddermassor och annat avfall på Päijänte och sjönk senare med en last av lera och bark.
År 1974 räddades pråmen av Risto Höylä som tömde den på last och reparerade den så att den kunde bärgas. Hon återfick sitt gamla namn och försågs med en Wikström-motor, som senare byttes ut mot en ångmaskin. År 2003 bildades en förening med syfte att restaurera fartyget. Skrovet delades i två delar och flyttades till Vaajakoski, där renoveringen påbörjades. År 2014 övertogs skrovet av Kauko Sorjonens stiftelse och flyttades till Konstcentrum Järvilinna i Laukas där renoveringen fortsätter.